# Gonzales Coques

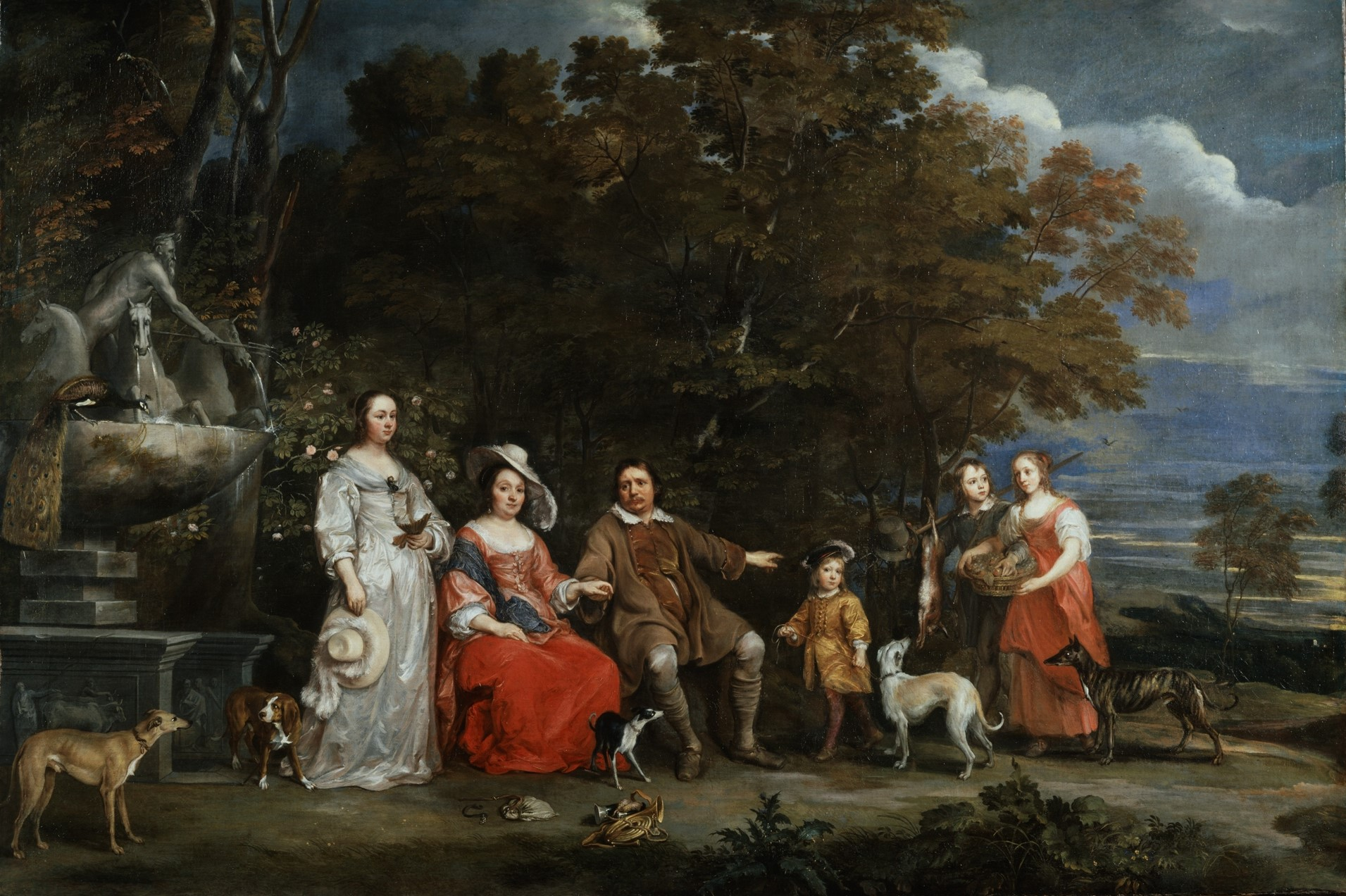
Retrato de familia en un paisaje, óleo sobre tabla, 113 x 117 cm, Londres, Wallace Collection.

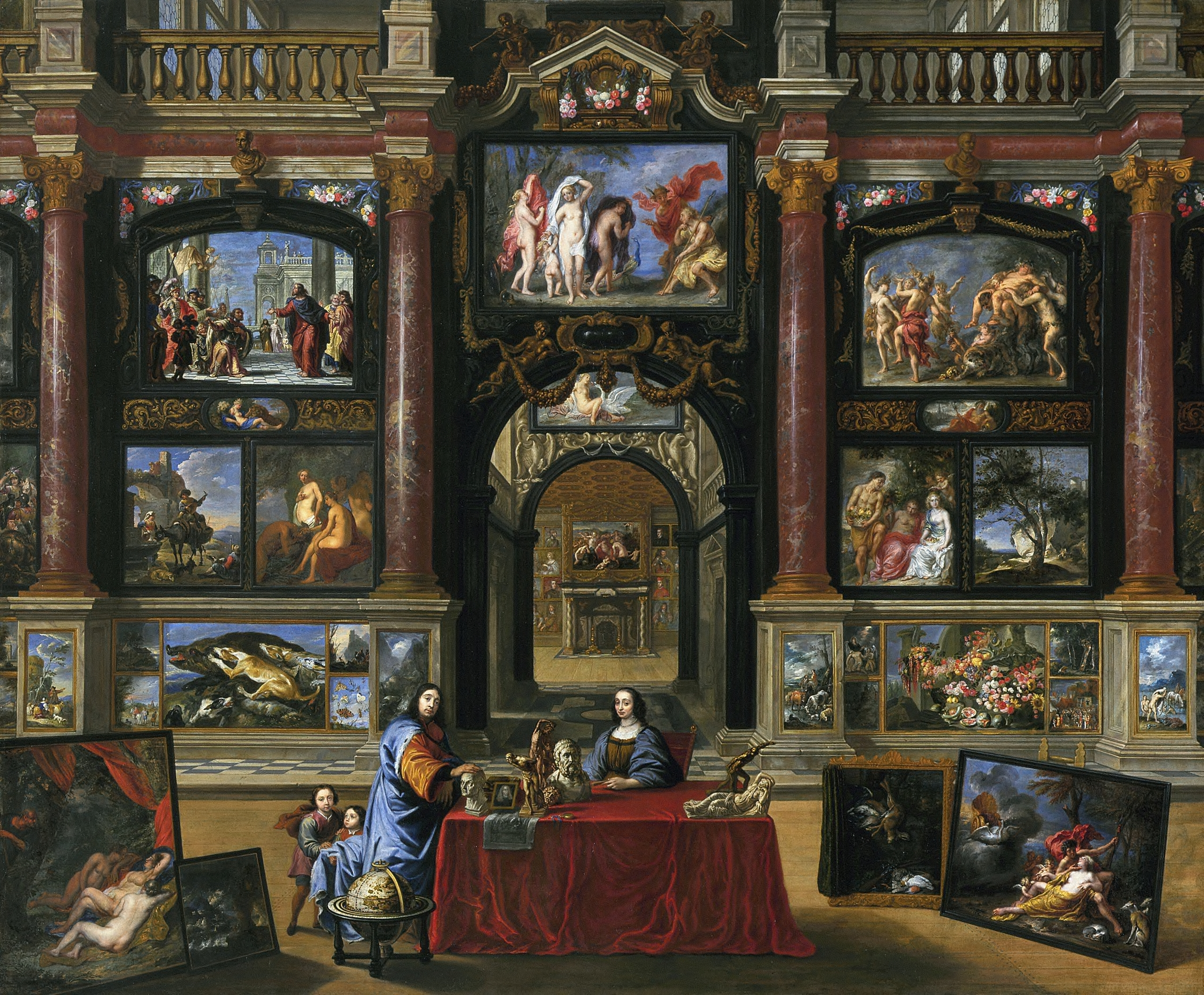
Galería de pinturas, óleo sobre lienzo, 176 x 210,5 cm, La Haya, Mauritshuis. Pintado en colaboración con Dirck van Delen y los autores de los cuadros originales, reproducidos aquí a pequeña escala.

Gonzales Coques (Amberes, c. 1614-18 de abril de 1684) fue un pintor barroco flamenco. Especializado en retratos y retratos de grupo en el tamaño de la pintura de gabinete, puede ser considerado el iniciador del llamado cuadro de reunión, en el que un grupo de personas aparece retratado en una habitación o en un paisaje relacionándose entre sí y con ciertos elementos alegóricos o emblemáticos que definen su condición y estatus social.

## Biografía
Hijo de Pieter Willemsen Cock y de Anne Beys, fue bautizado probablemente el 8 de diciembre de 1614 en la iglesia de San Jorge de Amberes, aunque otras fuentes sitúan su nacimiento en 1618. En el curso 1626/1627 se registró en el gremio de San Lucas como aprendiz de Pieter Brueghel III, fallecido probablemente en 1628, y podría haber tenido también como maestro a David Rijckaert II, padre de Catharina Rijckaert, futura esposa de Gonzales Coques, con quien contrajo matrimonio en agosto de 1643. A la muerte de esta, en julio de 1674, contrajo segundas nupcias con Catharina Rysheuvels.
En el curso 1640/1641 se matriculó como maestro independiente en el gremio de pintores de Amberes, del que fue elegido decano en 1664 y 1679. El largo tiempo transcurrido desde que se matriculase como aprendiz sin noticias suyas ha llevado a pensar en un posible viaje fuera de su ciudad natal del que no se tiene confirmación. También se ha supuesto un posible viaje a Holanda entre 1645 y 1648, donde habría entrado en contacto con Gerard ter Borch y los intimistas holandeses. En 1671 fue nombrado pintor de cámara por el gobernador de los Países Bajos, Juan Domingo de Zúñiga y Fonseca, conde de Monterrey, por lo que podría haberse trasladado al menos durante un tiempo a Bruselas. Entre sus clientes contó también con el archiduque Leopoldo Guillermo y la Casa de Orange.

## Obra
Especializado en los retratos, sus obras más características son los retratos colectivos o de grupo, localizados en un primer momento en interiores burgueses representados con estudiada perspectiva. Los fondos, nítidamente pintados, se decoran con cuadros reconocibles, lo que relaciona estas pinturas con los gabinetes de pintura, un género típico de Amberes cultivado también por Coques (Galería de pinturas, La Haya, Mauritshuis) poniendo el acento en el valor del coleccionismo sobre los aspectos alegóricos que este género de cuadros podía tener en otros maestros. Colaboró con frecuencia con otros pintores como Schubert van Ehrenberg, especializado en la pintura de arquitecturas, y Jacques d'Arthois o Pieter Neefs el Viejo, que le pintaron los fondos de paisaje, pero también con los pintores de los cuadros reproducidos a pequeña escala en los fondos de sus gabinetes, como reconocimiento del valor de la firma y la mano del artista en la formación de las colecciones de pintura. Los alegres colores y las elegantes poses de sus figuras sutilmente relacionadas entre sí (Familia en un paisaje, Wallace Collection; Retrato de familia, Kassel, Staatliiche Museen) parecen derivar por otra parte de Anton van Dyck, por lo que más tarde llegaría a ser conocido como el pequeño Van Dyck.